# Jean-Pierre Bouquet
Pour les articles homonymes, voir Bouquet.
Jean-Pierre Bouquet, né le 27 novembre 1951 à Gray (Haute-Saône), est un homme politique français. Il est juriste de formation (Diplômé de l'Université Reims Champagne-Ardenne, Paris-1 Sorbonne et de l'EHESS) et ancien administrateur territorial. 
Il est actuellement maire de la commune de Vitry-le-François et président de la communauté de communes Vitry, Champagne et Der.

## Carrière politique
Il est élu député socialiste de la cinquième circonscription de la Marne aux élections législatives de 1988, face à Jean Bernard. Il fait partie de la commission des finances. En 1993, lors de la « vague bleue », il perd son siège face à Charles de Courson (CDS) avec 44,29 % des voix. En 1997, il n'est pas réélu dans le cadre d'une triangulaire où il obtient 38,69 % des suffrages contre 46,76 % pour le député sortant et 14,54 % au FN. Il échoue à reconquérir son siège en 2002, étant battu au premier tour avec 24,68 % des voix contre 50,89 % pour Charles de Courson, surfant sur l'élimination du candidat Lionel Jospin survenue quelques semaines auparavant, lors de l'élection présidentielle.
L'année suivant son élection comme député, Jean-Pierre Bouquet est élu maire de Vitry-le-François, principale ville de la circonscription, au premier tour avec 59,71 % contre Jean Bernard. En 1995, il est à nouveau élu au premier tour avec 51,28 % des voix. En 2001, alors en tête au premier tour, il perd cependant son mandat de maire face au candidat DVD Michel Biard dans le cadre d'une triangulaire où la liste de droite voit une grande partie des votes exprimés en faveur du candidat FN lors du premier tour, venir se reporter sur elle. Il retrouve la mairie dès le premier tour lors de l'élection de 2008 avec 51,23 % des suffrages. La liste du maire sortant (UMP) obtient 30,66 % des voix, celle de son ancien adjoint (DVD) 12,86 % et celle de LO 5,25 %. En 2014, la liste ouverte « Fiers d'être vitryats » qu'il conduit, est réélue avec 47,25 % devant la liste DVD (30,57 %) et celle du FN (22,18 %), malgré le contexte politique national difficile pour la gauche.
Outre son poste de premier magistrat de la ville de Vitry-le-François, Jean-Pierre Bouquet a été élu conseiller général du canton de Saint-Remy-en-Bouzemont-Saint-Genest-et-Isson à partir de 1979, réélu en 1992, 1998 et 2004 et 2011.
Lors de la primaire socialiste de 2011, il apporte son soutien à François Hollande dès l'annonce de la candidature de ce dernier. Par la suite, dans le cadre de la campagne présidentielle, celui qui deviendra Président de la République lui demande une expertise sur la fonction publique territoriale.  
En 2017, il soutient Emmanuel Macron dès le premier tour. Il brigue un mandat munipal en 2020 sans étiquette, mais avec énormément de Macronistes sur sa liste. Il s'est lui même defini à plusieurs reprises "macron-compatible". 

## Mandats

### Mandats politiques
- Conseiller régional de Champagne-Ardenne 1986-1988, puis 1998 à 2001
- Conseil général de la Marne : président du groupe « Marne Unie », socialiste et républicain
- Président de la Communauté de communes Vitry, Champagne et Der

### Autres mandats
- Membre du comité directeur de l'association des Maires de France et à ce titre « co[12]-président du groupe de travail Santé », « co-président du comité des maires pour la commémoration de la Grande Guerre » ;
- Membre du bureau de l'Association des Petites villes de France (APVF) ;
- Membre du bureau du Conseil Supérieur de la Fonction Publique Territoriale (CSFPT), président de la FS1 (commission des études) ;
- Président délégué des éco-maires depuis 2015 : a représenté les Eco Maires lors du forum des collectivités à Washington (février 2015), dans différentes manifestations en France métropolitaine (COP21 de Paris) ou dans le monde (G7 format ministre de l'environnement ; Toyama, Japon ; COP22 Marrakech ; sommet ONU habitat-3 à Quito).
- Juge-suppléant à la Cour de Justice de la République durant son mandat de parlementaire.

## Distinctions
- Chevalier de la Légion d'honneur (promotion du 14 juillet 2013)[13]
- Chevalier de l'ordre national du Mérite